# Slatan Dudow
Slatan Dudow (Zaribrod, 1903. január 30. – Fürstenwalde/Spree, 1963. július 12.) bolgár származású német filmrendező.

## Életpályája
1919-ben kapcsolatot talált a kommunistákhoz. 1922-ben Németországba utazott, hogy építészmérnök legyen. Beiratkozott az egyetemre s közben színi tanulmányokat is folytatott. 1923-ban Emanuel Reicher növendéke lett Brigitte Helmmel együtt. 1927–1928 között Erwin Piscator munkatársa volt. 1929-ben rövid tanulmányutat tett Moszkvában, hazatérése után pedig Bertolt Brechttel dolgozott együtt. 1929–1930 között aktív tagja volt a haladó és a kommunista kulturális filmvállalkozásoknak. 1933-ban a nácizmus elől Brüsszelbe emigrált. 1933–1939 között Párizsban, 1939–1946 között pedig Svájcban élt. 1946-ban az NDK-ban telepedett le.

### Munkássága
Fritz Lang és Georg Wilhelm Pabst forgatócsoportjában ismerkedett meg a filmművészettel, színházi stúdiumait pedig a gyakorlatban Leopold Jessner filmrendező mellett folytatta a Staatliches Schauspielhausban. Építészeti tanulmányait abbahagyva teljes energiájával a színház felé fordult. A szovjet klasszikus alkotások beható tanulmányozása után mint rendező-asszisztens kezdte. Önálló munkaként Hogyan él a berlini munkás? címmel sorozatot kezdett, amelynek első szocografikus felvételeit (Hogyan lakik a berlini munkás?, 1929) 600 m-es dokumentumfilmen el is készítette. Első játékfilmjével, a Kuhle Wampe (1932) proletártörténetével megteremtette a mai (1971) demokratikus német filmművészet alapját. Stílusát realizmus, pártos társadalomábrázolás jellemezte. Emigrációjának párizsi állomásán Bertolt Brecht két nagy hatású művét vitte színpadra (Carrar anyó puskái, Rettegés és nyomor a III. birodalomban), a svájci állomásán pedig jelentős irodalmi munkásságot fejtett ki. Több színdarabját mutatták be (A gyáva ember, A könnyen hívő Tamás, A bolondok paradicsoma, A világ alkonya). Gyakran dolgozott fel modern drámai témákat. Több forgatókönyve maradt megvalósítatlan. Kiemelkedő rendezői munkája a Berlinben játszódó Asszonysorsok (1952), amelyben a kettészakított város lakóinak problémáit drámai feszültséggel ábrázolta és megmutatta, hogy a nyugati oldal felszínes csillogása milyen súlyos társadalmi kérdéseket igyekszik elkendőzni, miközben a keleti oldalon - ha problémákkal gyűrkőzve is, de - magukra találnak az emberek. Legsikeresebb munkája a múltat idéző, nagy erejű, antifasiszta tendenciájú Erősebb az éjszakánál (1954) és a nyugatnémet újrafelfegyverzés gyilkos szatírája, A kölni kapitány (1956).

## Filmjei
- Hogyan lakik a berlini munkás? (1929)
- Koldusopera (1931)
- Kuhle Wampe (1932)
- Szappanbuborékot fújni (Seifenblasen) (1934)
- Mindennapi kenyerünk (Unser täglich Brot) (1949)
- A Bethin család (Familie Benthin) (1950)
- Asszonysorsok (Frauenschicksale) (1952)
- Erősebb az éjszakánál (Stärker als die Nacht) (1954)
- A kölni kapitány (Der Hauptmann von Köln) (1956)
- A szerelem zűrzavara (Verwirrung der Liebe) (1959)
- Christine (1963)

## Magyarul
- Henryk Keisch–Michael Tschesno-Hell–Slatan Dudow: A kölni kapitány. Szatirikus filmkomédia; ford. Vermes Magda; Európa, Bp., 1960 (Modern könyvtár)

## Díjai
- A Karlovy Vary-i Nemzetközi Filmfesztivál legjobb rendezői díja (1952) Asszonysorsok